# Apollonia
För andra betydelser, se Apollonia (olika betydelser).

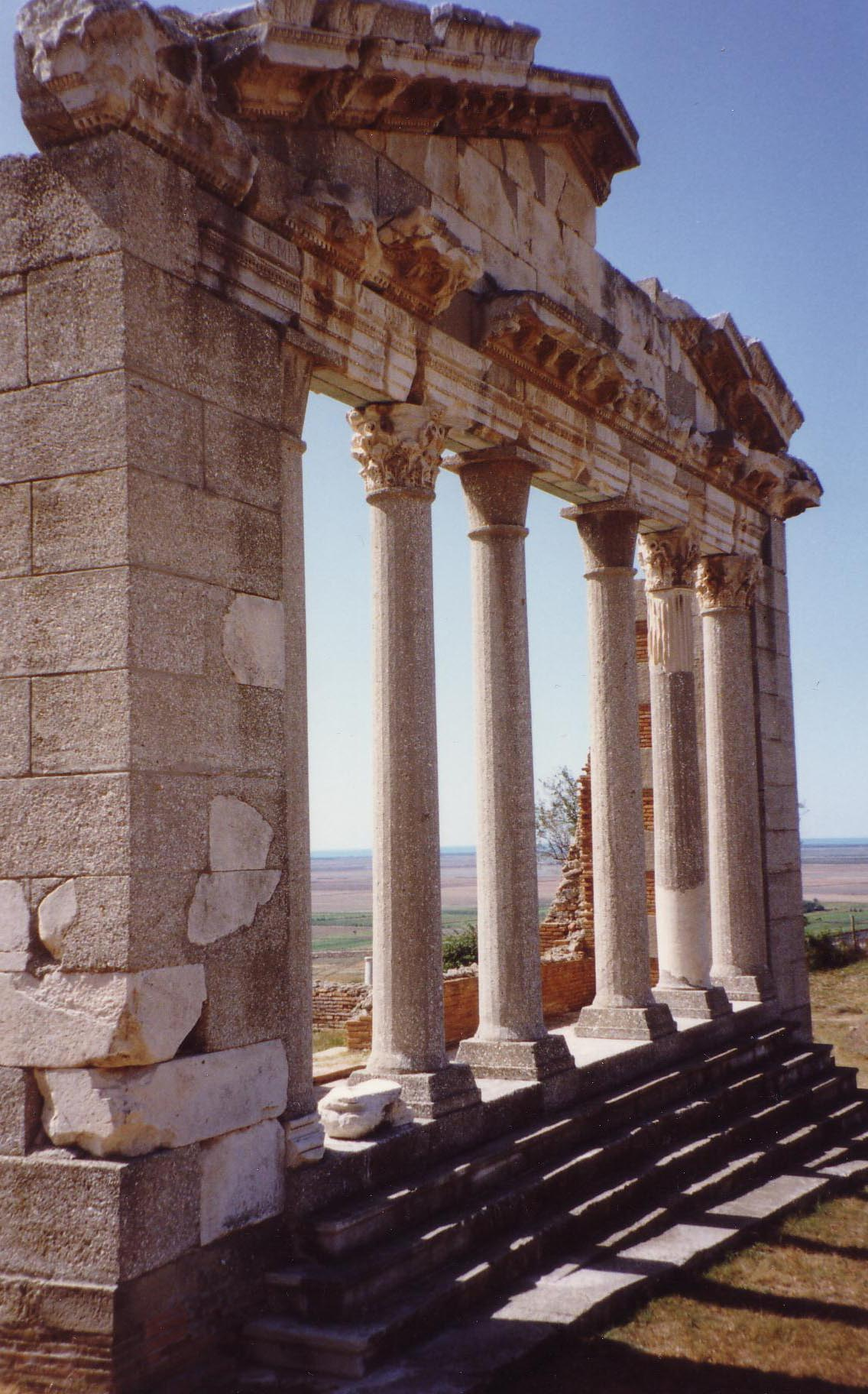
Ruiner av antika staden Apollonia.

Apollonia är en antik stad i centrala Albanien, 12 kilometer från staden Fier. Den anlades som grekisk koloni omkring på 600-talet f.Kr. och utvecklade sig till en stad med både greker och illyrer. Det var ett intellektuellt centrum för illyrer, romare och greker. Julius Caesars adoptivson Augustus, senare Romarrikets kejsare, studerade där i sin ungdom. Staden växte sig snabbt till 50 000 invånare vid andra århundradet f.Kr. Apollonia styrdes av illyrer.
Apollonia var likt Durrës en viktig hamn på det illyriska kusten, och här fanns också den romerska härvägen Via Egnatia som i öster ledde till Thessaloniki och slutade i Konstantinopel. Staden var för en tid del av Pyrrhus herravälde. Sedan dess, 229 f.Kr., stod den under romerskt styre. 148 f.Kr. blev Apollonia en del av den romerska provinsen Macedonia, och senare införlivades den med provinsen Epirus. År 48 f.Kr. utbröt ett krig i Apollonia mellan Pompejus och Julius Caesar. Caesar använde orten som militärbas, och Octavianus blev underrättad om Caesars död när han var placerad i Apollonia.
Under 1300-talet förlorade Apollonia sin betydelse som handelsstad då ett stort jordskalv förstörde handelsvägen, och havsnivån sjunkit så lågt att staden inte länge var en hamn.
Tidigt introducerades kristendomen. Ett kloster invigt åt Jungfru Maria är från 1400-talet. Idag finns arkeologiska fynd utställda vid klostret, vissa av fynden är från Albaniens huvudstad Tirana. Under tiden då kommunismen var på väg att störtas hade många arkeologiska samlingar plundrats. Under ruinerna hade även plundrarna försökt att gräva fram värdefulla föremål.